# Shane Bieber
Shane Robert Bieber (Orange, California, 31 de mayo de 1995), más conocido como Shane Bieber, es un jugador profesional estadounidense de béisbol que se desempeña en la posición de lanzador en Cleveland Guardians, equipo de las Grandes Ligas de Béisbol (MLB). Logró obtener el premio MVP (jugador más valioso del Juego de Estrellas).

## Carrera
En 2018, Bieber comenzó a jugar como profesional en Cleveland Guardians, equipo donde lleva jugando siete temporadas.

## Premios
Fue galardonado con el MVP (jugador más valioso del Juego de Estrellas) en una oportunidad (2019).